# Пасічанський Ярослав Іванович
Яросла́в Іва́нович Пасіча́нський (нар. 5 жовтня 1944, Середній Березів) — український майстер прикладного мистецтва; член Спілки радянських художників України з 1985 року. Заслужений художник України з 1998 року, народний художник України з 2008 року; лауреат Літературно-мистецької премії імені Сидора Воробкевича за 2007 рік.

## Біографія
Народився 5 жовтня 1944 року в селі Середньому Березові (нині Косівський район Івано-Франківської області, Україна). Протягом 1960—1968 років навчався у Косівському училищі прикладного мистецтва, був учнем Миколи Федірка, Володимира Гуза.
З 1968 року — у Чернівцях, де працював у Художніх майстернях художнього фонду України при відділенні Чернівецької обласної організації Спілки художників України. Мешкає у Чернівцях в будинку в тупику Богдана Хмельницького, № 4.

## Творчість
Працює у галузі художньої обробки дерева та шкіри, автор орнаментальних тарелів, скриньок, декоративних пластів, різьблених побутових дерев'яних виробів. В різьбі широко використовує українську національну символіку, орнаменталістику. Серед робіт:
- тематичні тарелі: «Символи Надії», «Воля», «Квітка Надії», «Пророк» (Тарас Шевченко), «50 — УПА», «Буковинська квітка»  (1977), «За мир» (1984), «Аркан», «Червона калина» (1991), «Рум'янок», «Біла акація»;
- твори сакрального мистецтва: декоративний пласт «Пречиста», хрест «Капличка», образ-пласт «Богородиця».

Його дерев'яна різьблена скринька та хрест були подаровані Папі Римському Івану Павлу ІІ під час візиту в Україну.
Твори художника зберігаються у багатьох музеях та приватних колекціях Австрії, Англії, Німеччини, Канади, Австралії, Ізраїлю. У Чернівецькому художньому музеї зберігається 6 творів майстра, серед яких:
- чотири вироби з дерева: таріль декоративний «Сонце», композиція «Горицвіт», таріль декоративний, хрест чотирираменний;
- два вироби зі шкіри: альбом, сумка жіноча[3].

Бере участь у всеукраїнських виставках з 1969 року. На першу з них — 1969 року, присвячену 100-річчю від дня народження Лесі Українки, — виготовив альбом «Ятрань» (композиція зі шкіряною обкладинкою і металевою накладкою). Персональні виставки відбулися у Чернівцях у 1994, 2004, 2014 роках.